# Epicypta bicellii
Epicypta bicellii är en tvåvingeart som beskrevs av Lane 1961. Epicypta bicellii ingår i släktet Epicypta och familjen svampmyggor. Inga underarter finns listade i Catalogue of Life.